# Le Dernier Verre
Le Dernier Verre est un court métrage documentaire français réalisé par Mario Ruspoli et sorti en 1964.

## Synopsis
Divers épisodes de la vie d'un homme alcoolique, avant, pendant et après une cure de désintoxication dans un hôpital de Bordeaux en 1963.

## Fiche technique
- Titre : Le Dernier Verre
- Réalisation : Mario Ruspoli
- Scénario : Mario Ruspoli
- Photographie : Étienne Becker et Denys Clerval
- Son : René Levert
- Montage : Eva Zora
- Société de production : Argos Films
- Pays d'origine : France
- Format : Noir et blanc
- Durée : 22 minutes
- Date de sortie : 1964